# Džunpei Morišita
Džunpei (Džumpei) Morišita (japonsky 森下 純平; * 5. dubna 1990 v Hakusanu, Japonsko) je japonský zápasník – judista.

## Sportovní kariéra
Judu se věnoval od 6 let v rodném Hakusanu. Vrcholoně se mu začal věnovat jako student univerzity v Cukubě. V roce 2010 využil hluchého období japonské pololehké váhy a stal se společně Masaši Ebinumou japonskou jedničkou. Úspěšnou sezonu korunoval titulem mistra světa před domácím publikem. V dalších letech však začal za Ebinumou zaostávat. V roce 2012 s ním prohrál nominaci na olympijské hry v Londýně a do dvou let prakticky s vyrcholovým judem skončil.

### Vítězství
- 2011 - 2x světový pohár (Paříž, Budapešť)
- 2012 - 2x světový pohár (Kano Cup, Čedžu)

## Výsledky
| Turnaj            | 2009           | 2010           | 2011           |                |                |
| Turnaj            | 19             | 20             | 21             |                |                |
| Turnaj            | pololehká váha | pololehká váha | pololehká váha | pololehká váha | pololehká váha |
| ----------------- | -------------- | -------------- | -------------- | -------------- | -------------- |
| Mistrovství světa | —              | 1.             | úč.            |                |                |
| Asijské hry       |                | 3.             |                |                |                |
| Mistrovství Asie  | —              |                | 1.             |                |                |
| MS juniorů        | 1.             |                |                |                |                |